# Bibliothèque de droit Lillian-Goldman
Pour les articles homonymes, voir Goldman.
La bibliothèque de droit Lillian-Goldman (Lillian Goldman Law Library) est une bibliothèque de droit de la faculté de droit de Yale à New Haven dans l'État du Connecticut. Située dans l'édifice Sterling pour le droit, elle compte près de 800 000 volumes de documents imprimés et environ 10 000 titres de périodiques actifs, fond dans lequel se trouvent 200 000 volumes de documents sur les droits étrangers et le droit international.

## Source de la traduction
- (en) Cet article est partiellement ou en totalité issu de l’article de Wikipédia en anglais intitulé « Lillian Goldman Law Library » (voir la liste des auteurs).